# Esad Paša Toptani
Esad Paša Toptani, osmanski in albanski politik, * okrog 1863, Tirana, † 13. junij 1920, Pariz.